# Воля-Корицька-Ґурна
Воля-Корицька-Ґурна (пол. Wola Korycka Górna) — село в Польщі, у гміні Троянув Ґарволінського повіту Мазовецького воєводства.
Населення — 463 особи (2011).
У 1975-1998 роках село належало до Седлецького воєводства.

## Демографія
Демографічна структура станом на 31 березня 2011 року:
|          | Загалом | Допрацездатний вік | Працездатний вік | Постпрацездатний вік |
| -------- | ------- | ------------------ | ---------------- | -------------------- |
| Чоловіки | 237     | 63                 | 144              | 30                   |
| Жінки    | 226     | 55                 | 121              | 50                   |
| Разом    | 463     | 118                | 265              | 80                   |